# Hulun Buir Shadi
Hulun Buir Shadi (hist. Barga; chin. upr.: 呼伦贝尔沙地; chin. trad.: 呼倫貝爾沙地; pinyin: Hūlúnbèi’ěr Shādì) – półpustynna równina w północno-wschodniej części regionu autonomicznego Mongolia Wewnętrzna, w Chinach, na zachód od Wielkiego Chinganu, w pobliżu jezior Hulun Hu i Bei’er Hu. Rozciąga się na szerokości 270 km i długości 170 km, jej powierzchnia wynosi ok. 7200 km². Na równinie zachodzą procesy pustynnienia, które są spowodowane przede wszystkim nadmiernym wypasem zwierząt. Równina zajęta jest przez step z rozrzuconymi słonymi jeziorkami. Roczna suma opadów na tym terenie wynosi 250 mm.
Obszar charakteryzuje się bardzo małą gęstością zaludnienia, osadnictwo grupuje się tu głównie w pasie wzdłuż kolei harbińskiej. Przeważa ludność mongolska prowadząca często koczowniczy tryb życia. Głównym ośrodkiem miejskim jest Hailar.